# Silnice III/06124

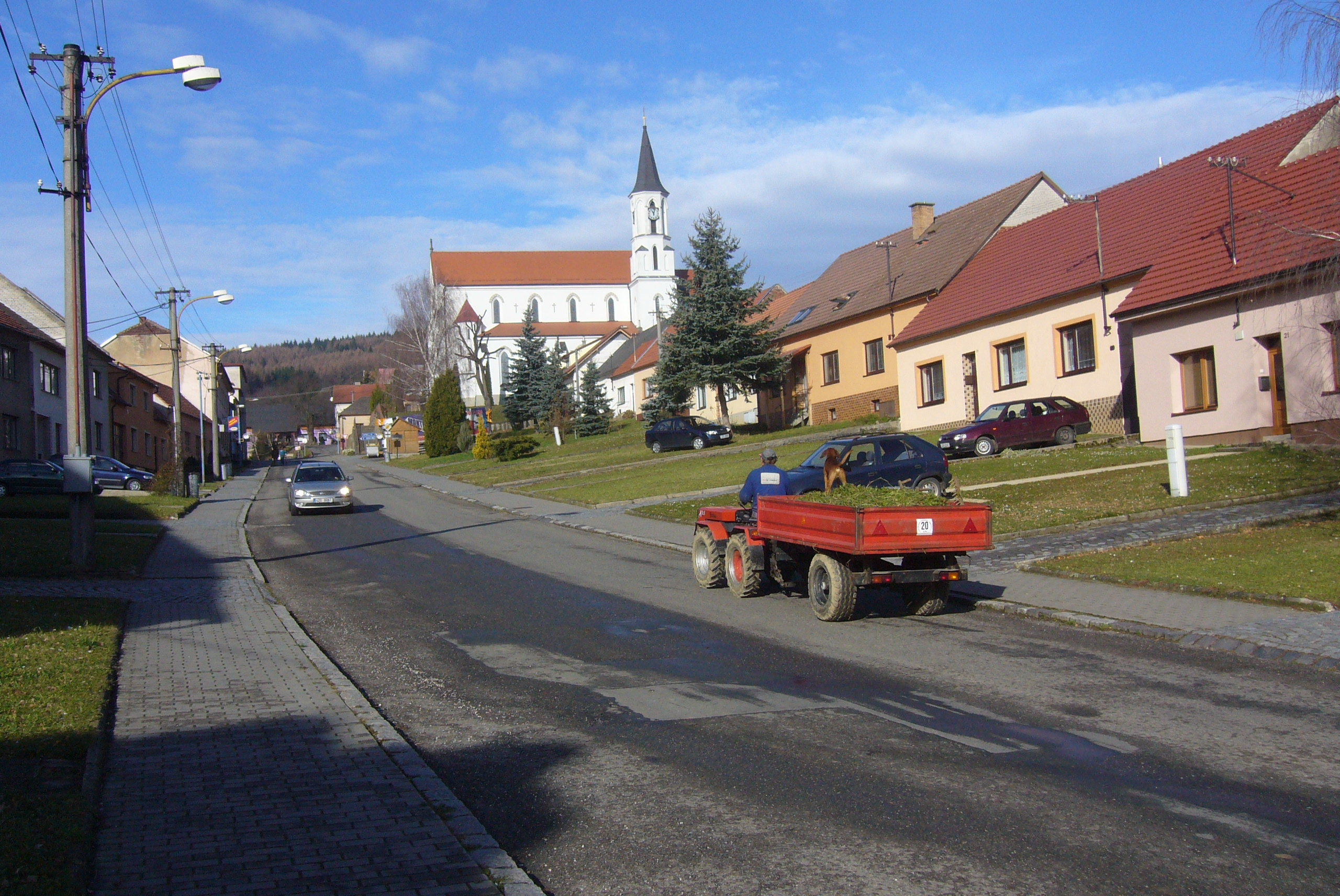
Silnice v obci Březová

Silnice III/06124 vede z obce Březová (v okrese Uherské Hradiště ve Zlínském kraji) ke státní hranicí mezi Českou republikou a Slovenskem, odkud pokračuje jako slovenská silnice III/1223 (dříve III/061024) až k Trenčianským Bohuslavicím (Trenčínský kraj, okres Nové Mesto nad Váhom).. Slovenská část je 15,957 kilometrů dlouhá.

## Česká část – III/06124
Komunikace začíná na křižovatce u kostela svatého Cyrila a Metoděje v Březové, kde odbočuje jihovýchodním směrem ze silnice číslo III/4984. Její vozovka je zpevněná. Silnice po celé své délce z východní a posléze ze severní strany sleduje tok potoka Hrubár. Český úsek končí na státní hranici na silničním hraničním přechodu Březová × Nová Bošáca.

## Slovenská část – III/1223
Silnice spojuje státní hranici s Českou republikou na hraničním přechodu u Nové Bošáci (na české straně na komunikaci navazuje silnice číslo III/06124), dále prochází Bošáckou dolinou a končí na křižovatce se silnicí I/61 jižně od Trenčianských Bohuslavic. Po celé své délce, kdy postupně prochází obcemi Nová Bošáca, Zemianske Podhradie, Bošáca a Trenčianske Bohuslavice, sleduje tok Bošáčky. Její trasa navazuje na starodávnou obchodní cestu.
Na převážné části silnice vedou slovenské cyklistické trasy:
- trasa č. 020 na úseku z Bošáci ke státní hranici.[3]
- trasa č. 8311 na úseku z Bošáci do Trenčianských Bohuslavic.[4]

## Hraniční přechod
Součástí silnice je též mezistátní hraniční přechod mezi českou Březovou a slovenskou Novou Bošácou. Je to jeden ze tří přechodů, které na hranici těchto dvou zemí jsou na silnicích třetí třídy. Funguje v nepřetržitém provozu a je určen pro přechod občanů všech států světa a osobních a nákladních automobilů do celkové hmotnosti 7 tun evidovaných v jednom z těchto dvou příhraničních států. Během roku 2007 přes přechod a následně po silnici III/061024 a III/1223 jelo celkem 29 097 osobních automobilů, 10 autobusů a 1588 nákladních automobilů, v součtu tedy 30 695 automobilů, což ten rok představovalo 0,18 % z intenzit dopravy, která během tohoto roku překročila státní hranici mezi Českou a Slovenskou republikou.